# Rodolfo José Ghioldi
Rodolfo José Ghioldi (Buenos Aires, 21 de enero de 1897- Buenos Aires, 3 de julio de 1985) fue un dirigente político argentino. Algunos de los seudónimos utilizados a lo largo de su vida fueron Juan Olivieri, Altobelli, Luciano Busteros, Indio, Quiroga y Ricardo Gramajo.
Militante del Partido Socialista, Rodolfo Ghioldi fue uno de los militantes originales del Partido Comunista, originalmente llamado Partido Socialista Internacional, que se desprendió del primero tras la Revolución de Octubre en Rusia uniéndose a la Federación Juvenil Comunista) el 21 de agosto de 1917.Posteriormente se dedicó al periodismo, publicando artículos en El Telégrafo en la antología en cuatro tomos Escritos. Adoptó los puntos de vista impuestos por Stalin, estaba firmemente alineado a la conducción del partido en cuanto a su defensa a ultranza de éste. Esto se vio reflejado en su dura condena a la memoria del revolucionario León Trotski, tras su asesinato a manos estalinistas.
Fue representante del Secretariado Sudamericano de la Internacional Comunista (Komintern), cercano al stalinismo crítico a Trotsky y defendió el régimen de Stalin.
Participó de la insurrección comunista, para derrocar a Getúlio Vargas en BrasilDurante la dictadura de Pedro Eugenio Aramburu fue encarcelado en la llamada “Operación Cardenal”, junto a todo el Comité Central del Partido Comunista en el barco “París”.

## Obras
- ¿Qué significa el pacto Roca?, 1933. Reimpreso en 1974 por Editorial Anteo.
- Experiencias Militares Soviéticas, 1942.
- Escritos, 1945, Editorial Anteo.
- La Política en el Mundo, 1946, Editorial Futuro.
- Uzbekistán, el espejo, 1956, Editorial Fundamentos.
- Acerca de la Entrega, 1959, Editorial Anteo.
- No puede haber una "revolución en la revolución", 1967, Editorial Anteo.

## Honores
- Orden de la Revolución de Octubre (1972), entregada por la Unión Soviética[cita requerida]
- Orden de la Amistad de los Pueblos (1978), entregada por la Unión Soviética[5]